# Al-Musta'sim
Al-Musta'sim Billah (tên đầy đủ: al-Musta'sim-Billah Abu-Ahmad Abdullah bin al-Mustansir-Billah; tiếng Ả Rập: المستعصم بالله أبو أحمد عبد الله بن المستنصر بالله; sinh năm 1213, mất ngày 20 tháng 2 năm 1258) là Khalip thứ 37 và cuối cùng của nhà Abbas; ông cai trị từ năm 1242 đến khi chết năm 1258.
Abu Ahmad Abd Allah ibn al-Mustansir nối ngôi kế nghiệp cha mình là Khalip al-Mustansir Billah (cai trị: 1226–1242). Dưới thời trị vì của ông, vùng Trung Đông liên tục bị quân Mông Cổ xâm lược. Ban đầu người Mông Cổ chỉ tập trung đánh người Rûm Seljuk ở Tiểu Á, nhưng dần dần, họ cũng nhiều lần tấn công Iraq. Lúc bấy giờ nhiều vùng đất ở Iraq bị ngập lụt nghiêm trọng, dẫn đến làn sóng tị nạn khắp nơi đổ về Bagdad. Điều này đã gây nên khủng hoảng kinh tế, nạn đói xảy ra triền miên, khắp nơi dân chúng nổi loạn. Dù nhiều cải cách kinh tế được ban hành, nhưng tình hình vẫn không có tiến triển gì tốt đẹp. Ngân sách thu hẹp, triều đình không còn đủ nguồn tài chính để duy trì quân đội như cũ: từ 6 vạn quân nay chỉ còn 1 vạn.
Căng thẳng giữa các tín đồ phái Sunni và Shia cũng ngày một gia tăng. Càng ngày càng có nhiều vụ xung đột đẫm máu xảy ra. Lòng dân lúc bấy giờ chia rẽ sâu sắc. Ngay cả những người quyền cao chức trọng như Al-Musta'sim cũng bận bịu trừ khử các đối thủ chính trị thay vị tìm cách chuyển biến tình hình.
Với tình trạng chính trị nội bộ như vậy, thật khó có thể để cho triều đình Bagdad có thể chống cự quân Mông Cổ một cách hiểu quả. Khi Húc Liệt Ngột bắt đầu tấn công thành Bagdad năm 1258, Al-Musta'sim đã ngộ nhận tình hình và từ chối quy hàng quân Mông Cổ, dù điều này là một lựa chọn có thể đã cứu sống cả triều đại Abbas. Kết quả là vào tháng 2 năm 1258, chỉ sau một thời gian ngắn, quân Mông Cổ đã phá được thành Bagdad và tàn sát hàng chục vạn người.
Khalip al-Musta'sim bi-'llah bị hành quyết vài ngày sau đó vào ngày 20 tháng 2, qua đó chấm dứt triều đại Abbas ở Bagdad. Vài năm sau, vào năm 1261, một người họ hàng của al-Musta'sim đã được Sultan Mamluk ở Ai Cập dựng lên. Triều đại Abbas còn tồn tại dưới vai trò Khalip danh nghĩa cho tới năm 1517, khi Cairo thất thủ trước quân Ottoman.

## Trích dẫn
1. 1 2  Al-Hawadith al-Jami'a.	Ibn al-Fuwaṭi